# نفيسة (أميرة عراقية)
الأميرة نفيسة خانوم (توفيت في 14 يوليو 1958) كانت أميرة عراقية، ووالدة ولي العهد عبد الإله. كانت جدة الملك فيصل الثاني ملك العراق من جهة أمه. توفيت أثناء مذبحة العائلة المالكة أثناء ثورة 14 يوليو.

## حياتها
هي ابنة الأمير عبد الله بن محمد باشا الشريف الأعظم وأمير مكة. تزوجت من علي بن الحسين ملك الحجاز في عام 1906 في ينيكوي على مضيق البوسفور. وكان زوجها ملكاً للحجاز في عامي 1924 و1925. انتقلت العائلة إلى العراق بعد عزل زوجها عام 1925.
تزوجت ابنتها من الملك غازي ملك العراق وأصبحت ملكة العراق في عام 1933. أصبحت نفيسة أرملة في عام 1935 وفي عام 1939 أصبح حفيدها فيصل الثاني ملكاً على العراق.
تعرض قصر الرحاب الملكي في 14 تموز 1958 في بغداد لهجوم من قبل الثوار خلال ثورة 14 تموز. وعندما أدرك المدافعون عن القصر أن عدد الثوار أكبر بكثير، وأن الدفاع عن العائلة المالكة سيكون مستحيلا، وافقوا على تسليمهم للثوار، الذين صرحوا بأنهم سينقلونهم إلى الحجز في وزارة الدفاع. غادرت العائلة المالكة المكونة من الملك وولي العهد والأميرة هيام والأميرة نفيسة والأميرة عابدية (عمة الملك) بالإضافة إلى بعض أعضاء الطاقم الملكي القصر عبر المطبخ. وعند مرورهم بحديقة المطبخ وسط صف من الجنود المتمردين، قام الجنود بإطلاق النار. حيث أصيب الملك في الرأس والرقبة، بينما أصيب ولي العهد ونفيسة وعابدية في الظهر، والأميرة هيام في الساق أو الورك. وقد اتفق المتمردون على ضرورة قتل ولي العهد ورئيس الوزراء، ولكن كانت هناك آراء مختلفة بشأن ما يجب فعله مع الملك.
نقلت الجثث إلى السيارات لنقلها إلى وزارة الدفاع. ويقال إن الملك، وكذلك الأميرات عابدية وهيام، كانوا لا يزالون على قيد الحياة أثناء النقل، لكن الملك توفي أثناء الطريق. أثناء النقل توقفت السيارات وأخرجت جثتي الملك وولي العهد، حيث قاموا بشنق الأول، وتدنيس الثاني وسحبه في الشوارع. كانت هيام هي العضو الوحيد الذي نجا من العائلة بعد هذه المجزرة.

## الأبناء
كان لديها ابن واحد وأربع بنات:
- الأميرة خديجة عابدية - ولدت عام 1907 - توفيت في 14 يوليو 1958.
- الأميرة عالية - ولدت عام 1911 - توفيت في 21 ديسمبر 1950، تزوجت من ابن عمها الأول، غازي الأول ملك العراق، لتصبح الملكة عالية ملكة العراق.
- ولي العهد عبد الإله - من مواليد 14 نوفمبر 1913 - توفي في 14 يوليو 1958، تزوج ثلاث مرات أولاً من ملك الدين فوزي في عام 1936 وتطلق في عام 1940، ثم من فايزة الطرابلسي في عام 1948 وتطلق في عام 1950 وأخيراً من هيام عبد الإله في عام 1958.
- الأميرة بديعة - ولدت في يونيو 1920 - توفيت في لندن 9 مايو 2020،[1] تزوجت من الشريف الحسين بن علي. وكان لهم ولد هو الشريف علي بن الحسين وبنتين.
- الأميرة جليلة - من مواليد 1923 - توفيت في 28 ديسمبر 1955، تزوجت من الشريف الدكتور أحمد حازم بك.